# Religion en Antarctique

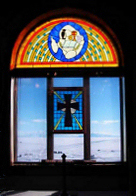
Vitrail de la chapelle des Neiges, chapelle chrétienne non confessionnelle à la base McMurdo, sur l'île de Ross.

Cet article traite de la religion sur le continent Antarctique.

## Caractéristiques
L'Antarctique ne compte pas d'habitants permanents mais un certain nombre de gouvernements maintiennent en permanence des équipes dans les diverses stations de recherche présentes sur le continent. Le nombre de personnes qui gèrent et qui secondent la recherche scientifique et les autres travaux sur le continent et ses îles proches varie d'environ 1 000 personnes en hiver à environ 5 000 en été. L'Antarctique n'a pas de religion officielle mais, bien qu'il compte une population fluctuante et peu nombreuse, ses habitants temporaires viennent de partout dans le monde et incluent des croyants de différentes religions. 
Selon The Association of Religion Data Archives, parmi les membres du personnel, 72 % sont chrétiens, 2,71 % sont musulmans, 1 % sont hindous, 0,7 % sont bouddhistes et 23,6 % n'ont aucune religion. Les enquêtes sur l'affiliation religieuse menées en Antarctique ne peuvent pas prétendre présenter de chiffres constants d'une année à l'autre.

## Historique
Le premier membre d'un clergé à visiter l'Antarctique est le père William Menster, prêtre catholique et lieutenant commander de la United States Navy Reserve, assigné en 1946 à l'Opération Highjump. Dès son arrivée en 1947, le père William Menster célèbre la messe, la première cérémonie religieuse du continent, pendant laquelle il consacre le continent Antarctique ; plus de 2 000 personnes, de confessions diverses, participent à la cérémonie.
La première chapelle des Neiges, un lieu de culte chrétien non confessionnelle, est bâtie sur l'île de Ross en 1956. Elle est détruite lors d'un incendie le 22 août 1978 avant d'être reconstruite. La première chapelle catholique, la chapelle Saint-François-d'Assise, est construite en 1976 sur la base argentine Esperanza,. La première pierre de l'église Notre-Dame-du-Vent aux îles Kerguelen a été posée en 1957, à l'occasion de premier mariage célébré dans l'île, par le Père André Beaugé. 
En 2004, l'église de la Trinité, orthodoxe, est construite sur la base Bellingshausen. Elle est occupée par un ou deux prêtres qui alternent tous les ans,. Le 29 janvier 2007, le premier mariage sacramentel du continent antarctique y est célébré,.

## Lieux de culte
L'Antarctique compte plusieurs bâtiments religieux et lieux de culte :
- Église de la Trinité, orthodoxe russe, base Bellingshausen, îles Shetland du Sud (62° 12′ S, 58° 58′ O)
- Chapelle Sainte-Marie-Reine-de-la-Paix, catholique romaine, Villa Las Estrellas, îles Shetland du Sud (62° 12′ S, 58° 58′ O)
- Chapelle Saint-Jean-de-Rila, orthodoxe bulgare, base Saint-Clément-d'Ohrid, îles Shetland du Sud (62° 38′ S, 60° 22′ O)
- Chapelle Saint-François-d'Assise, catholique romaine, base Esperanza, péninsule Antarctique (63° 24′ S, 56° 59′ O)
- Chapelle de la Très-Sainte-Vierge-de-Luján, catholique romaine, base Marambio, île Seymour (64° 14′ S, 56° 38′ O)
- Chapelle des Neiges, non confessionnelle, base McMurdo, Île de Ross (77° 51′ S, 166° 40′ E)
- Chapelle construite entièrement en glace, permanente, base Belgrano II, terre de Coats[9] (77° 52′ S, 34° 38′ O, le lieu de culte le plus méridional).

Il existe également des lieux de cultes sur certaines îles sub-antarctiques, au nord du 60e parallèle (et donc pas concernée par le traité sur l'Antarctique), dont l'église luthérienne de Norvège (en), une chapelle luthérienne à Grytviken en Géorgie du Sud, ou l'église Notre-Dame-du-Vent, une église catholique à Port-aux-Français dans les îles Kerguelen.

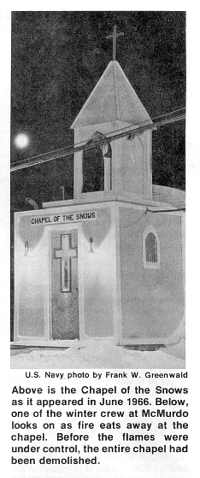
Chapelle des Neiges.
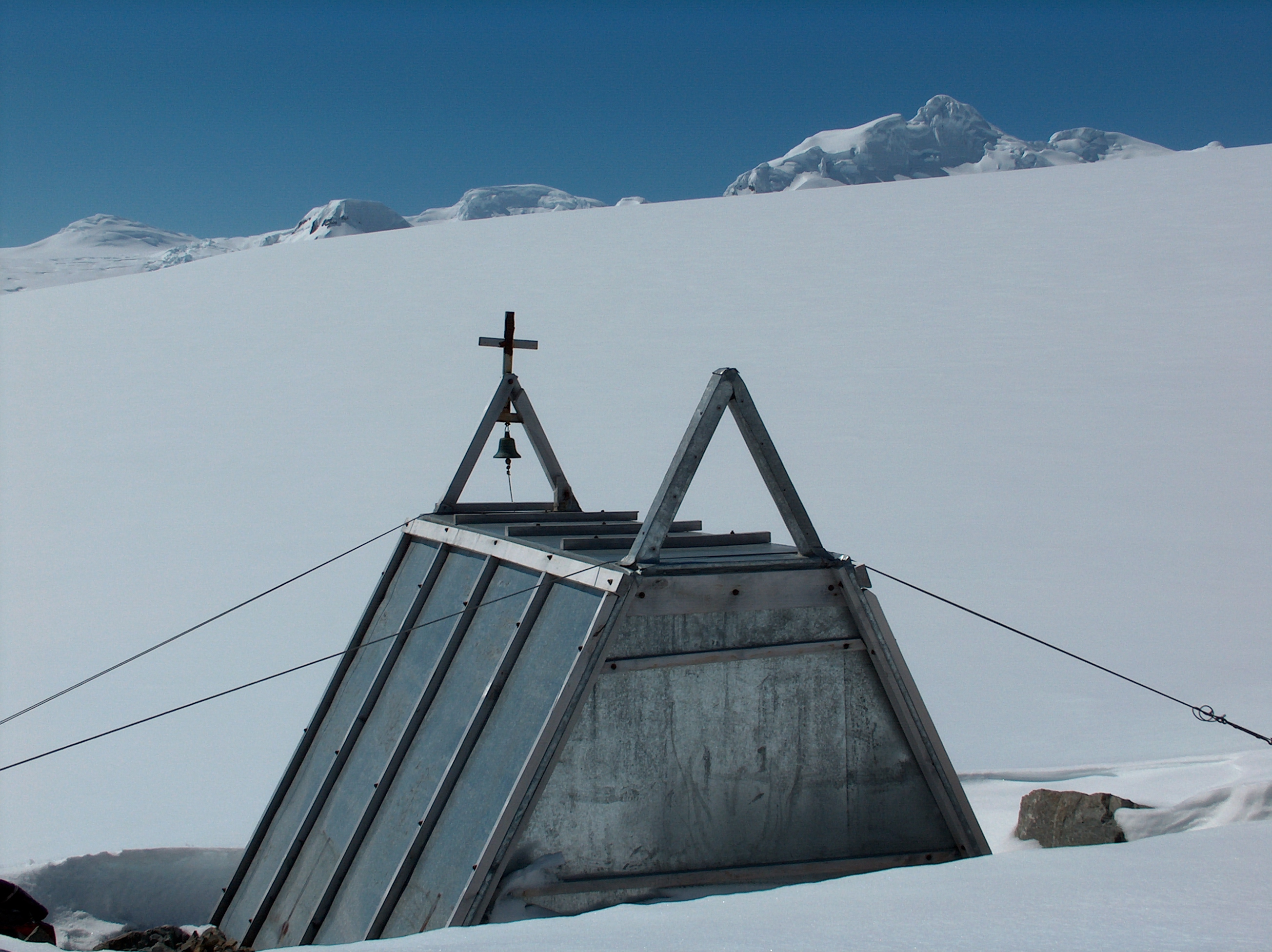
Chapelle Saint-Jean-de-Rila.
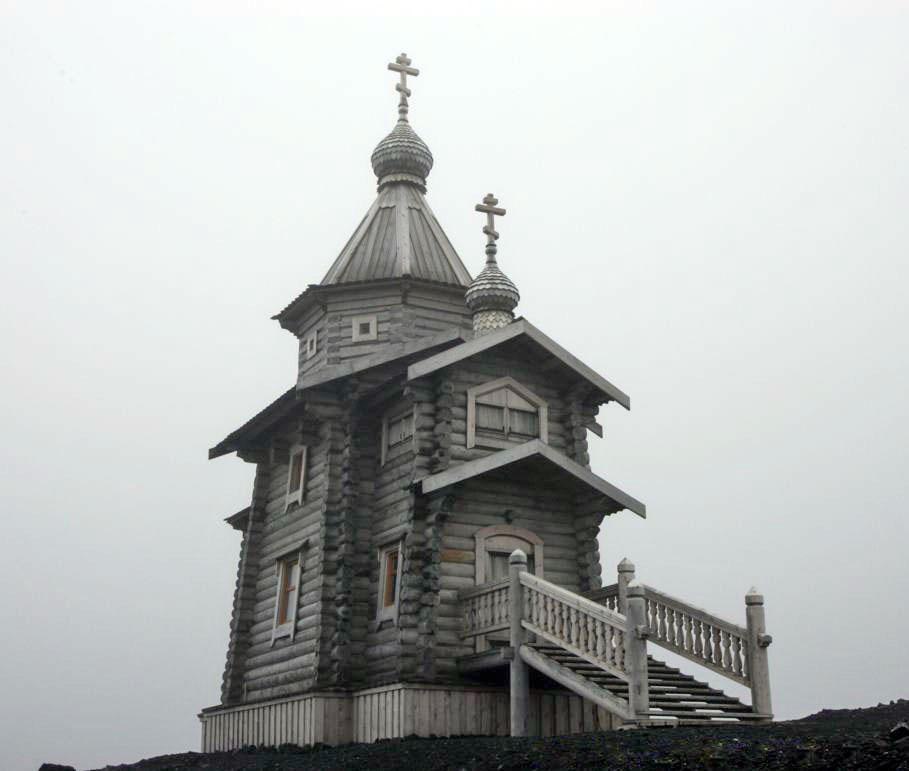
Église de la Trinité (extérieur).
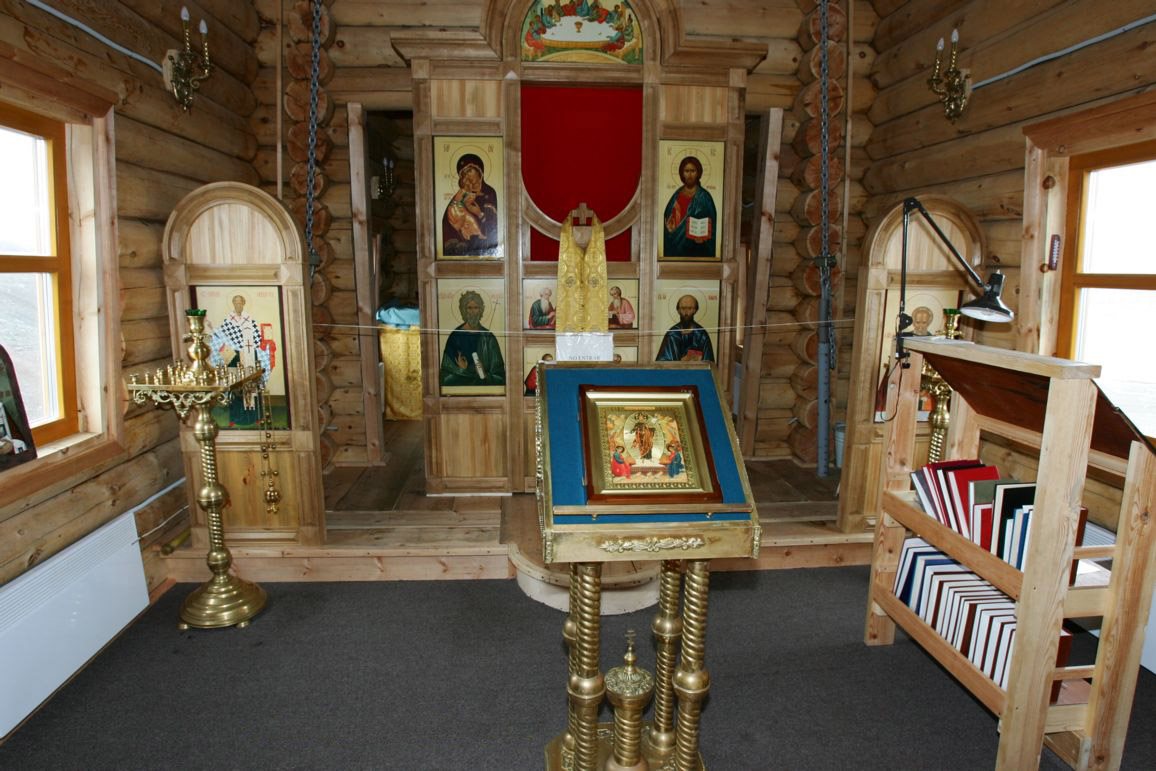
Église de la Trinité (intérieur).